# Métiers de bouche
Les métiers de bouche rassemblent sous cette appellation diverses professions liées à la préparation de produits et mets relevant de l'alimentation humaine. Ces métiers, plus ou moins réglementés, peuvent être exercés dans un cadre artisanal ou industriel.

## Description
Cette appellation populaire permet de distinguer la production et la vente d'aliments consommables des métiers de réception et d'hospitalité (hôtellerie), mais aussi de désigner des commerces alimentaires spécialisés.

### Quelques métiers de bouche
Source: Tour d'horizon des métiers de bouche, de Pôle emploi.
- cuisinier
- boucher
- charcutier-traiteur
- tripier
- volailler
- poissonnier
- écailler
- crémier-fromager
- pâtissier
- chocolatier
- confiseur
- glacier
- sommelier
- caviste
- pizzaïolo
- commerce des primeurs, fruits et légumes

Les métiers de bouche, qui nécessitent souvent une compétence spécifique née d'études et de pratique, sont soumis à de nombreuses contraintes : hygiène, connaissance de codes professionnels (Code de la consommation), horaires, éventuelle pénibilité. Ils peuvent impliquer un sens artistique et une grande habileté manuelle, une aptitude au contact avec la clientèle, voire des aptitudes comptables et de gestion des stocks lorsqu'ils sont directement liées à la tenue d'un commerce.

## En France
Des fédérations et confédérations défendent les intérêts des diverses branches et font la promotion de secteurs parfois délaissés (Fédération des entreprises de boulangerie et pâtisserie française, CNCT concernant les charcutiers-traiteurs, FICT regroupant les industriels de la charcuterie, Confédération nationale de la pâtisserie et de la confiserie, Confédération générale de l’alimentation en détail, et bien d'autres). Certains postes sont accessibles au niveau CAP, d'autres obligent à des études plus poussées (bac pro, BTM, diplômes divers).

### Formation
Différentes écoles préparent aux métiers liés à l'alimentation, à différents niveaux du CAP au bac professionnel, au Bachelor et au Master : 
- Les lycées professionnels, parfois spécialisés
- Les écoles hôtelières comme celle de Paris ou l'École Vatel
- Les écoles de gastronomie comme l'école Ducasse, l'école Lenôtre, l'école Ferrandi ou l'Institut Cordon Bleu
- Les écoles spécialisées comme l'École nationale supérieure de la pâtisserie

### Emploi
De longue date, les difficultés de recrutement se font sentir dans certaines branches (charcuterie, poissonnerie, boulangerie). Par contre, ce sont des métiers qui recourent à l'apprentissage depuis plusieurs décennies.
Les structures d'entreprises sont souvent des petites entreprises et même des microentreprises : structures artisanales comprenant entre un et trois salariés. Un quart de ces entreprises n'emploient pas de personnel.
Ces professionnels sont presque autant hommes que femmes. Mais une répartition des tâches entre les sexes subsiste : les femmes sont plus nombreuses à s'occuper de la vente, et les hommes de la fabrication des produits.
Du fait des structures, il n'y a pas souvent de représentation syndicale, mais le propriétaire de l'entreprise est souvent lui-même un des professionnels. La négociation passe par la qualité des relations. Il y a une pression sur les horaires, et la souplesse des horaires pour s'adapter à la clientèle, avec des périodes d'attente et des périodes de suractivité, et un manque de garde-fous. 20 % des apprentis, dans les métiers de bouche, changent d'entreprise en cours de route, principalement pour raisons relationnelles.
Les difficultés de recrutement ont été accentuées par la pandémie de coronavirus.